# 小行星21507
小行星21507（21507 Bhasin）是一颗绕太阳运转的小行星，为主小行星带小行星。该小行星于1998年5月22日发现。

## 轨道参数
小行星21507的轨道半长轴为2.4269241 UA，离心率为0.156。